# Mr. Big Live
Mr. Big Live è un album dal vivo del gruppo musicale statunitense Mr. Big, pubblicato nel 1992 dalla Atlantic Records.

## Tracce
1. Daddy, Brother, Lover, Little Boy – 4:23
2. Alive and Kickin' – 5:12
3. Green-Tinted Sixties Mind – 3:59
4. Just Take My Heart – 3:50
5. A Little Too Loose – 6:27
6. Road to Ruin – 5:25
7. Lucky This Time – 4:16
8. Addicted to That Rush – 7:09
9. To Be with You – 4:07
10. 30 Days in the Hole (cover degli Humble Pie) – 4:49
11. Shyboy (cover dei Talas) – 3:36
12. Baba O'Riley (cover dei The Who) – 6:48

## Formazione
- Eric Martin – voce
- Paul Gilbert – chitarre, cori
- Billy Sheehan – basso, cori
- Pat Torpey – batteria, cori